# Guglielmo Ludovico di Württemberg
Guglielmo Ludovico di Württemberg (Stoccarda, 7 gennaio 1647 – Hirsau, 23 giugno 1677) fu duca di Wurttemberg dal 1674 fino alla sua morte.

## Biografia

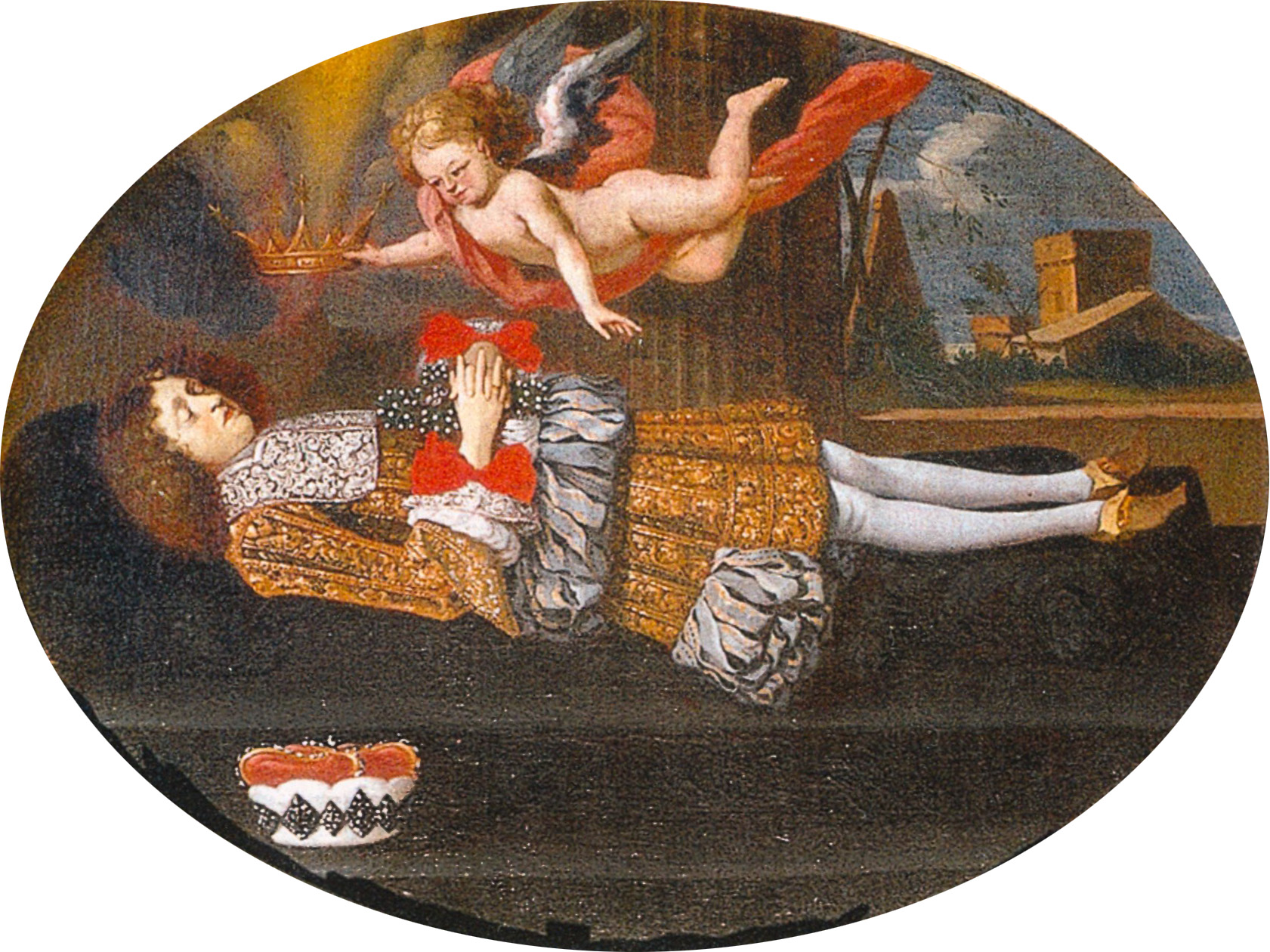
Guglielmo Ludovico di Württemberg, sul letto di morte.

Guglielmo Ludovico era figlio di Eberardo III di Württemberg e della sua prima moglie, Anna Caterina Dorotea di Salm-Kyrburg. Morta la madre nel 1755, Guglielmo Ludovico venne allevato dalla seconda moglie del padre, Maria Dorotea Sofia di Oettingen. Quando Eberardo III morì nel 1674, Guglielmo Ludovico gli succedette alla guida del ducato.
La sua morte improvvisa, avvenuta a soli 30 anni dopo appena tre anni di governo, sulla soglia del castello di Hirsau, consentì la salita al trono del figlio Eberardo Ludovico (dapprima in reggenza con la madre e poi affrancato dall'imperatore Leopoldo I), che inaugurò un modello di politica assolutistica.
Durante i tre anni del suo breve governo non accaddero episodi rilevanti, anche se si ricorda il tentativo da parte sua di emulare la corte francese di Luigi XIV, aprendo la via all'assolutismo di governo ai suoi successori.

## Matrimonio ed eredi

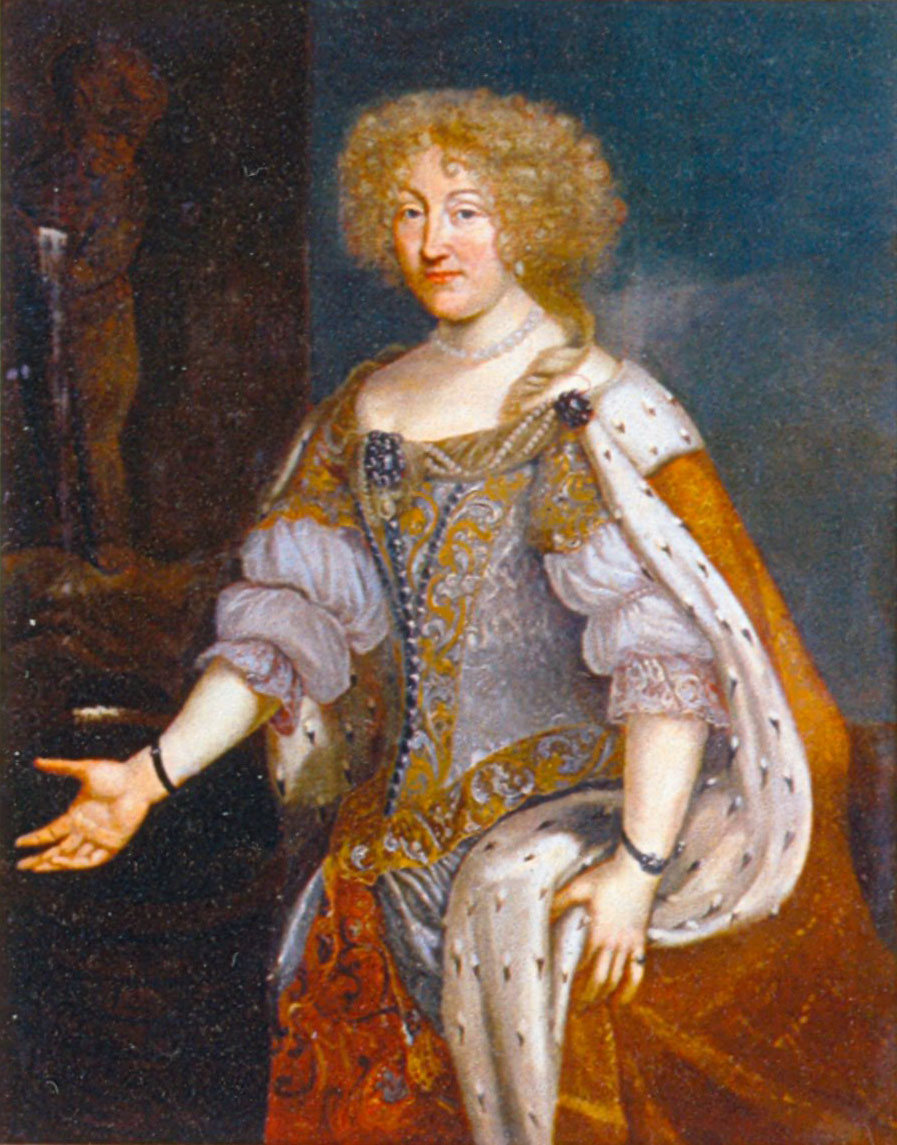
Maddalena Sibilla d'Assia-Darmstadt

Guglielmo sposò nel 1673 Maddalena Sibilla d'Assia-Darmstadt, figlia di Luigi VI d'Assia-Darmstadt, dalla quale ebbe i seguenti figlie che raggiunsero l'età adulta:
- Eberardo Ludovico (1676-1733);
- Maddalena Guglielmina (1677-1742), che sposò Carlo III Guglielmo di Baden-Durlach.

## Ascendenza
|                                       |   |                                        | Genitori                        |  |  | Nonni |  |  | Bisnonni                  |  |  | Trisnonni                           |  |
|                                       |   |                                        |                                 |  |  |       |  |  | Federico I di Württemberg |  |  | Giorgio I di Württemberg-Mömpelgard |  |
|                                       |   |                                        |                                 |  |  |       |  |  | Federico I di Württemberg |  |  | Giorgio I di Württemberg-Mömpelgard |  |
|                                       |   | Barbara d'Assia                        |                                 |  |  |       |  |  | Federico I di Württemberg |  |  |                                     |  |
| Giovanni Federico di Württemberg      |   |                                        |                                 |  |  |       |  |  | Federico I di Württemberg |  |  |                                     |  |
|                                       |   | Sibilla di Anhalt                      | Gioacchino Ernesto di Anhalt    |  |  |       |  |  |                           |  |  |                                     |  |
|                                       |   | Sibilla di Anhalt                      | Gioacchino Ernesto di Anhalt    |  |  |       |  |  |                           |  |  |                                     |  |
|                                       |   | Sibilla di Anhalt                      | Agnese di Barby-Mühlingen       |  |  |       |  |  |                           |  |  |                                     |  |
| Eberardo III di Württemberg           |   | Sibilla di Anhalt                      |                                 |  |  |       |  |  |                           |  |  |                                     |  |
|                                       |   | Gioacchino III Federico di Brandeburgo | Giovanni Giorgio di Brandeburgo |  |  |       |  |  |                           |  |  |                                     |  |
|                                       |   | Gioacchino III Federico di Brandeburgo | Giovanni Giorgio di Brandeburgo |  |  |       |  |  |                           |  |  |                                     |  |
|                                       |   | Gioacchino III Federico di Brandeburgo | Sofia di Legnica                |  |  |       |  |  |                           |  |  |                                     |  |
| Barbara Sofia di Brandeburgo          |   | Gioacchino III Federico di Brandeburgo |                                 |  |  |       |  |  |                           |  |  |                                     |  |
|                                       |   | Caterina di Brandeburgo-Küstrin        | Giovanni di Brandeburgo-Küstrin |  |  |       |  |  |                           |  |  |                                     |  |
|                                       |   | Caterina di Brandeburgo-Küstrin        | Giovanni di Brandeburgo-Küstrin |  |  |       |  |  |                           |  |  |                                     |  |
|                                       |   | Caterina di Brandeburgo-Küstrin        | Caterina di Brunswick-Lüneburg  |  |  |       |  |  |                           |  |  |                                     |  |
| Guglielmo Ludovico di Württemberg     |   | Caterina di Brandeburgo-Küstrin        |                                 |  |  |       |  |  |                           |  |  |                                     |  |
|                                       | … | …                                      |                                 |  |  |       |  |  |                           |  |  |                                     |  |
|                                       | … | …                                      |                                 |  |  |       |  |  |                           |  |  |                                     |  |
|                                       | … | …                                      |                                 |  |  |       |  |  |                           |  |  |                                     |  |
| Giovanni Casimiro di Salm-Kyrburg     | … |                                        |                                 |  |  |       |  |  |                           |  |  |                                     |  |
|                                       |   | …                                      | …                               |  |  |       |  |  |                           |  |  |                                     |  |
|                                       |   | …                                      | …                               |  |  |       |  |  |                           |  |  |                                     |  |
|                                       |   | …                                      | …                               |  |  |       |  |  |                           |  |  |                                     |  |
| Anna Caterina Dorotea di Salm-Kyrburg |   | …                                      |                                 |  |  |       |  |  |                           |  |  |                                     |  |
|                                       |   | …                                      | …                               |  |  |       |  |  |                           |  |  |                                     |  |
|                                       |   | …                                      | …                               |  |  |       |  |  |                           |  |  |                                     |  |
|                                       |   | …                                      | …                               |  |  |       |  |  |                           |  |  |                                     |  |
| Dorotea di Solms-Laubach              |   | …                                      |                                 |  |  |       |  |  |                           |  |  |                                     |  |
|                                       |   | …                                      | …                               |  |  |       |  |  |                           |  |  |                                     |  |
|                                       |   | …                                      | …                               |  |  |       |  |  |                           |  |  |                                     |  |
|                                       |   | …                                      | …                               |  |  |       |  |  |                           |  |  |                                     |  |
|                                       |   | …                                      |                                 |  |  |       |  |  |                           |  |  |                                     |  |